# Historia Żydów w Egipcie
Historia Żydów w Egipcie – historia Żydów mieszkających na terenie Egiptu od czasów starożytnych.
Egipscy Żydzi stanowią jedną z najstarszych wspólnot żydowskich na świecie. W 1922 ich liczba wynosiła pomiędzy 75 000 a 80 000, jednak z powodu masowej emigracji w 2004 w Egipcie żyło mniej niż 100 Żydów. Historycznym rdzeniem społeczności byli głównie arabskojęzyczni wyznawcy judaizmu i karaimizmu. Po wypędzeniu Żydów z Hiszpanii w XV w. do Egiptu przybyła część Sefardyjczyków i Karaitów. Po otwarciu Kanału Sueskiego, wraz ze wzrostem znaczenia handlu, ich liczba znacząco wzrosła i awansowali do elity handlowej i kulturowej. W następstwie pogromów, które dosięgły Żydów aszkenazyjskich w Europie w 2. poł. XIX w., pojawili się oni w Egipcie, głównie w kairskiej dzielnicy Darb al-Barabira.

## Starożytność
Papirusy z Elefantyny, składy dokumentów prawnych i listów pisanych w j. aramejskim, stanowią obszerną dokumentację życia społeczności żydowskich żołnierzy stacjonujących na tej wyspie jako garnizon strzegący egipskich granic za czasów dynastii Achemenidów. Garnizon ten założony został ok. 650 p.n.e., w czasie gdy w Królestwie Judy rządził król Manasses. Żołnierze asystowali faraonowi Psametychowi I w jego kampanii nubijskiej. System ich wierzeń nosił silne ślady politeizmu babilońskiego, co skłania niektórych badaczy do przypuszczenia, że społeczność miała mieszane judeo-samarytańskie korzenie. Funkcjonowała własna świątynia, równolegle do lokalnego bóstwa Chnum. Papirusy dokumentują okres od roku 495 do 399 p.n.e.
Biblia hebrajska podaje również, że po upadku Królestwa Judy w 597 p.n.e., a następnie zabójstwie Godoliasza, rządcy Judei z ramienia króla Babilonu, znaczna część Żydów znalazła schronienie w Egipcie (2 Krl 25:22-24, Jr 43:6-8). Pierwotnie, na wieść o wyborze Godoliasza, Żydzi, którzy wcześniej uszli do Moabu, Ammonu i Edomu i innych krain, powrócili do Judy (Jr 40:11-12). Jednak niebawem Godoliasz został zamordowany i ludność, z obawy o swoje bezpieczeństwo, uciekła do Egiptu (2 Krl 25:26, Jr 43:5-7). Liczebność uciekinierów jest nadal przedmiotem dyskusji. W Egipcie osiedli oni w Migdol, Tachpanches, Nof i Patros (Jr 44:1).
Przedstawiana w biblijnej Księdze Wyjścia narracja, dotycząca trwającego cztery wieki pobytu całego narodu żydowskiego w Egipcie, opuszczenia ponad miliona Izraelitów z Delty Nilu czy trzymiesięcznej wyprawy na Synaj, nie znalazła dotychczas potwierdzenia w materiale archeologicznym. Antyczne źródła egipskie również nie wzmiankują o wydarzeniach zawartych w Księdze Wyjścia, zaś pustynia na południu półwyspu synajskiego nie nosi śladów opisywanej masowej migracji. Niemal wszystkie miejsca dotyczące opowieści włącznie z Goszen (nazwa domniemanej ziemi, na której Izraelczycy żyli w Egipcie) czy sama Góra Synaj wymykają się dzisiaj identyfikacji. Badacze uznający narrację Księgi Wyjścia za odpowiadającą prawdzie historycznej przyznają, że najwięcej, na co pozwala materiał archeologiczny, to prawdopodobność tej narracji.

## Okres ptolemejski i rzymski (400 p.n.e. – 641 n.e.)
Kolejne fale imigrantów żydowskich w okresie Ptolemeuszy osiedlały się przede wszystkim w Aleksandrii, przez co dzieje żydowskie koncentrują się pierwotnie na tym mieście, choć powstawały pomniejsze społeczności, jak np. w dzisiejszym Kafr Ad-Dawwar. Żydzi służyli w administracji jako nadzorcy rzeczni. W III w. p.n.e. diaspora żydowska kwitła już w wielu miastach egipskich. Józef Flawiusz w swych dziełach twierdzi, że po zajęciu Judei przez Ptolemeusza I Sotera pojmał on 120 000 Żydów z rejonów Judei, Jerozolimy, Samarii i Góry Garizim i przeprowadził do Egiptu. Wielu innych, zachęconych żyznymi egipskimi glebami i liberalizmem Ptolemeusza, wyemigrowało tam na własną rękę. W XIX w n.e. archeologowie odkryli inskrypcję na synagodze z dedykacją świątyni dla Ptolemeusza i jego żony, Bereniki I. Według Józefa Flawiusza tych 120 000 pojmanych zostało wkrótce oswobodzonych przez Ptolemeusza II Filadelfosa.
Żydzi w Aleksandrii obecni byli już od założenia tego miasta przez Aleksandra Macedońskiego w 332 p.n.e. Za panowania jego następców Żydzi stanowili ważną część ludności miasta. Ptolemeusze przeznaczyli dla nich dwie z pięciu dzielnic Aleksandrii, dzięki czemu mogli oni zachowywać swoje prawo wolne od wpływów kultów miejscowych. Żydzi aleksandryjscy cieszyli się większym stopniem poiltycznej niezależności niż gdzie indziej. Gdy w innych miejscach imperium rzymskiego Żydzi skupiali się w prywatne społeczności religijne bądź zrzeszali się w towarzystwa obcokrajowców (tak jak egipscy bądź feniccy kupcy), żydowscy mieszkańcy Aleksandrii stanowili politycznie niezależną wspólnotę, na równi z ludnością miejscową.
Wykopaliska w Oksyrynchos po wschodniej stronie Nilu pozwalają wnioskować, że w okresie rzymskim w tym mieście istniała żydowska społeczność o dostrzegalnym znaczeniu. Istniała tam m.in. ulica żydowska. Wielu członków tej społeczności musiało zapewne stać się chrześcijanami, choć utrzymali swoje biblijne imiona (np. „Dawid” i „Elżbieta” pojawiające się w dokumencie ze sporu sądowego dotyczącego dziedziczenia). Pojawia się nawet imię Jakub, syna Achillesa (ok. 300 n.e.) i będącego woźnym w świątyni egipskiej.
Społeczność żydowska w Aleksandrii została praktycznie starta z powierzchni ziemi przez wojska Trajana pod koniec wojny Kwietusa w 115-117 n.e. Według Józefa Flawiusza liczba zabitych w pogromie sięgnęła 50 000 ludzi.

## Okres arabski (641–1250)
Arabski podbój Egiptu poparli nie tylko Koptowie i inni miejscowi chrześcijanie, ale również egipscy Żydzi. Powodem było rozczarowanie skorumpowaną administracją patriarchy Cyrusa z Aleksandrii, który próbował również wprowadzać monoteletyzm. Do Egiptu zapewne przybyła pewna liczba Żydów z Półwyspu Arabskiego: według żyjącego w IX w. perskiego historyka al-Baladhuriego list Mahometa do żydowskiego plemienia Banu Janba z 630 n.e. był widziany w Egipcie. Kopia tego listu, zapisana alfabetem hebrajskim, została odnaleziona w Genizie kairskiej.
Ze względu na pogromy Żydów w Jerozolimie i przymusowe konwersje, które miały miejsce po zdobyciu tego miasta w 629 przez cesarza bizantyjskiego Herakliusza, kilkadziesiąt tysięcy Żydów schroniło się w Egipcie. Amr Ibn al-As, dowódca wojsk arabskich, które dokonały podboju Egiptu z rąk Bizancjum, opisywał kalifowi w liście, że zastał w Aleksandrii 40 000 Żydów. W Traktacie aleksandryjskim z 641, który przypieczętowywał ten podbój, zezwolono Żydom na pozostanie w tym mieście.
Niewiele wiadomo na temat losów Żydów w Egipcie za panowania dynastii Umajjadów oraz Abbasydów (641-868). Za panowania Tulunidów (868-905) społeczność Karaitów cieszyła się znacznym rozwojem.

### Rządy kalifów Fatymidzkich (969–1169)
Rządy kalifatu fatymidzkiego były generalnie przychylne Żydom, z wyjątkiem późniejszej części okresu panowania Al-Hakima. Założenie szkół talmudycznych w Egipcie zwykle datuje się na ten okres. Jednym z Żydów, którzy osiągnęli wysoką pozycję, był Jakub Ibn Killis, który w 979-991 sprawował funkcję wezyra kalifa Al-Aziza.
Kalif Al-Hakim (996-1020) nakazał Żydom pod przymusem nosić dzwonki i nosić publicznie drewniany obraz jagnięcia. Ulica al-Jawdariyyah w Aleksandrii była zamieszkała przez Żydów. Kalif, usłyszawszy, że zwykli oni drwić sobie z niego wierszując, postanowił spalić dzielnicę.
Na początku XII w. Żyd imieniem Abu al-Munajja ibn Sha’yah zarządzał ówczesnym ministerstwem rolnictwa. Był on również konstruktorem śluzy na Nilu (1112). Za rządów wezyra Al-Malika al-Afdala nadzór nad finansami kalifatu sprawował pewien Żyd, którego imię nie jest niestety znane. Jednym z lekarzy kalifa Al-Hafiza (1130-1149) był Żyd, Alu Mansur.
Około 1160 żydowski podróżnik Beniamin z Tudeli dotarł do Egiptu. W swych zapiskach oszacował on populację żydowskich wspólnot w tym regionie. W Kairze miało żyć 2000, zaś w Aleksandrii 3000 Żydów. W Fajum – 20 rodzin; w Damietcie – 200; w Bilbais na wschód od Nilu – 300 osób i w Damirze – 700. W Mahallah (dz. Mahallat al-Kabir) Beniamin zastał 500 osób, zaś w Sefitah i al-Butij – po 200.

### Od Saladyna do Majmonidesa (1169–1250)
Wydaje się, że wojny Saladyna z krzyżowcami (1169–93) nie wpłynęły na położenie Żydów w jego sułtanacie. Karaita Abu al-Bayyan al-Mudawwar (?-1184), był nadwornym lekarzem zarówno u ostatniego kalifa z dynastii fatymidów, jak i Saladyna. Majmonides, znamienity żydowski filozof i lekarz, w 1166 osiedlił się w Fustat, gdzie dzięki wiedzy medycznej zaskarbił sobie szacunek. Leczył on rodzinę Saladyna, jego następców i wezyra Kadiego al-Fadila. W Fustacie Majmonides napisał kodeks talmudyczny Miszne Tora, dzieło filozoficzne Przewodnik błądzących (oba spotkały się z silną krytyką ówczesnych żydowskich uczonych) oraz słał listy i responsy. Usunął on również Karaitów z sądów.

## Rządy mameluków (1250–1517)
Za panowania mameluckiej dynastii Bahrytów życie Żydów toczyło się względnie spokojnie. Niekiedy musieli jednak płacić wysokie składki na utrzymanie wyposażenia wojskowego i byli nękani przez ulemów i kadich. Według Al-Makriziego pierwszy mamelucki sułtan Bajbars (1260-77) podwoił wysokość podatku dżizja, płaconego przez niemuzułmańskie ludy księgi. W pewnym momencie zamierzał on spalić wszystkich Żydów, jednak ostatecznie zmienił swą pierwotną decyzję na wysoką daninę, podczas ściągania której wielu zginęło.
Żydowski kronikarz egipski Sambari opisuje przypadek fanatycznego konwertyty z judaizmu, Sa’ida ibn Hasana z Aleksandrii, którego złościła „arogancja” niemuzułmańskich społeczności, w szczególności otwarty sposób odprawiania nabożeństw w kościołach i synagogach. Usiłował on doprowadzić do zamknięcia tych świątyń. Niektóre kościoły zostały wówczas zniszczone przez aleksandryjski tłum, jednak większości synagog pozwolono ostatecznie pozostać. Wykazano bowiem, że synagogi te sięgają czasów paktu Umara (717, między kalifem Omarem II a ludami Księgi), który gwarantował im ochronę. Za panowania sułtana An-Nasira Muhammada oskarżono Żydów o podpalenia w Fustat i Kairze. Społeczność wykupiła się, płacąc 50 000 sztuk złota. Za panowania dynastii Burdżytów z powodu plagi, która nawiedziła ludność w 1438, Żydzi kairscy musieli zapłacić 75 000 sztuk złota.

## Rządy tureckie (1517–1922)
W 1517 roku turecki sułtan Selim I Groźny obalił Al-Aszrafa Tumanbaja, ostatniego sułtana z dynastii mameluków. Zwycięski władca dokonał radykalnych zmian w organizacji społeczności żydowskich, znosząc urząd nagida, nadając wspólnotom niezależność od siebie i ustanawiając urząd naczelnego rabina (tur. Hahambaşı), na który powołany został Dawid ibn Abi Zimra. W 1524 zarządca Egiptu, Ahmed Pasza, zamieszany w rewoltę przeciw tureckiemu sułtanowi, uwięził 12 wiodących osobistości społeczności kairskich Żydów i uwolnił je dopiero po wpłaceniu wysokiego okupu. Dla upamiętnienia tego wydarzenia wśród egipskich Żydów świętuje się „purim kairski” 28 dnia miesiąca Adar.
Pod koniec XVI w Bezalel Aszkenazi szeroko rozwinął studia talmudyczne. Jest on autorem m.in. komenarza talmudycznego „Shittah Mekubetzet”. Jednym z jego uczniów był Izaak Luria, uczony, mistyk i twórca kabały luriańskiej.
Menasze ben Israel w 1656 pisał: „Wicekról Egiptu ma zawsze przy sobie Żyda obdarzonego tytułem 'zaraf baszi', czyli 'skarbnik', który zbiera podatki kraju. Obecnie stanowisko to zajmuje Abraham Alkula”. Dwukrotnie odwiedził Kair Sabbataj Cwi, którego mesjański ruch wywołał w Egipcie wielką sensację.
W konsekwencji fałszywych oskarżeń Żydów o mord rytualny w Damaszku w 1840, przenieśli się do Egiptu Mojżesz Montefiore, Adolf Crémieux i Salomon Munk. Dwóch ostatnich przyczyniło się do podniesienia statusu intelektualnego egipskich Żydów, zakładając szkoły w Kairze. W latach 1844 i 1881 oraz 1902 oskarżenia o mordy rytualne spadło z kolei na Żydów w Egipcie. Na przełomie XIX i XX stulecia żydowski obserwator notował „z prawdziwą satysfakcją, że wielki duch tolerancji panuje pośród większości naszych żydowskich współbraci w Egipcie i spośród wszystkich wyznań religijnych byłoby trudno znaleźć bardziej liberalną i żywiącą szacunek ludność.”
Według powszechnego spisu ludności z 1898 (i., xviii.) w owym czasie w Egipcie żyło 25 200 Żydów wobec całej populacji liczącej 9 734 405 osób.

## Czasy współczesne (od 1919)

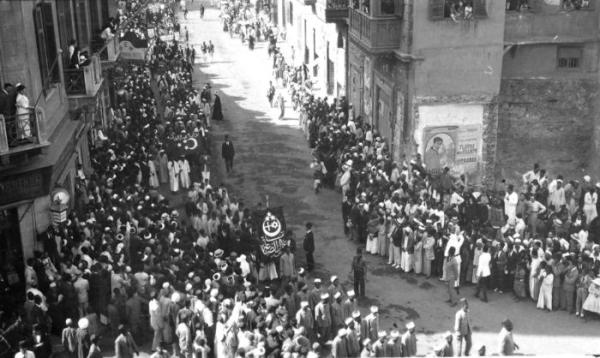
Demonstracje w Egipcie w roku 1919. Demonstrujący trzymają flagę Egiptu ze znakiem Półksiężyca i Gwiazdy Dawida

Za rządów brytyjskich i panowania króla Fuada I postawa Egiptu była przyjazna wobec Żydów, chociaż 90% tej populacji odmówiono obywatelstwa egipskiego, bez względu na to, ile generacji wstecz dana rodzina rezydowała w tym kraju. Żydzi odgrywali istotną rolę w ekonomii. Ze względu na imigrację, spowodowaną wzrostem prześladowań w Europie, liczebność społeczności egipskiej wynosiła 80 000 osób. Przez długie lata istniało silne rozdzielenie między wspólnotami karaicką i rabiniczną, pomiędzy którymi małżeństwa mieszane były tradycyjnie niedozwolone. Obie społeczności zamieszkiwały w Kairze dwa przylegające do siebie obszary: dzielnica karaitów nosiła nazwę harat al-yahud al-qara’in, zaś wyznawców judaizmu rabinicznego – harat al-yahud. Pomimo tego podziału, często wspólnie pracowano, zaś młodsze i wykształcone pokolenie naciskało na wzajemne polepszenie stosunków.
Poszczególni Żydzi odegrali ważną rolę w egipskim nacjonalizmie. René Qattawi, przywódca społeczności sefardyjczyków w Kairze, poparł utworzenie w 1935 roku Zrzeszenia Egipskiej Żydowskiej Młodzieży, której hasło brzmiało „Egipt jest naszą ojczyzną, język arabski naszym językiem”. Qattawi był przeciwnikiem syjonizmu i w 1943 napisał notę do Światowego Kongresu Żydowskiego, w której twierdził, że Brytyjski Mandat Palestyny nie pomieści żydowskich uchodźców z ogarniętej wojną Europy. Jednocześnie różne odłamy ruchu syjonistycznego miały w Egipcie swoich przedstawicieli. Uczony karaicki Murad Beh Farag (1866–1956) był zarówno egipskim patriotą, jak i płomiennym syjonistą. Jego wiersz „Moja ojczyzna Egipt, Miejsce moich narodzin” wyraża lojalność dla Egiptu, zaś jego książka al-Qudsiyyat (Jerusalemica, 1923) broni prawa Żydów do posiadania państwa. al-Qudsiyyat jest być może jedną z najbardziej elokwentnej apologii syjonizmu w języku arabskim. Farag był również współautorem pierwszej konstytucji Egiptu z 1923.
Innym słynnym egipskim Żydem był Yaqub Sanu (1839–1912), patriotyczny egipski nacjonalista i dramaturg, optujący za usunięciem Brytyjczyków z kraju. Odegrał on ważną rolę w rozwoju egipskiego teatru. Był on wydawcą Abu Naddara 'Azra, jednej z pierwszych gazet pisanych w dialekcie egipskim j. arabskiego, zamieszczającej teksty satyryczne wobec Brytyjczyków i monarchii.
Szeroko komentowany konflikt arabsko-żydowski w latach 1936–1939 w połączeniu z narastaniem wpływów nazistowskich Niemiec zaczęły wpływać na relacje Żydów z Egipcjanami, pomimo faktu, że aktywnych syjonistów w społeczności żydowskiej było niewielu. Pojawiające się egipskie organizacje nacjonalistyczno-paramilitarne, takie jak Młody Egipt czy Bractwo Muzułmańskie, sympatyzowały z modelami związanymi z państwami Osi, organizując się w podobny sposób i przejawiając narastający antagonizm wobec Żydów.
Egipskie banki były miejscem docelowym lokowania pieniędzy zarówno dla Żydów zamieszkujących Wschodnią Europę, jak i dla uciekających z krajów pod władzą faszystowską.
Na początku lat 40. XX wieku sytuacja pogorszyła się. Od 1942 roku miały miejsce sporadyczne akty przemocy. W 1945 dzielnice żydowskie w Kairze i Aleksandrii zostały splądrowane w pogromach: zginęło 6-10 osób, a co najmniej 350 zostało rannych, zaś synagoga, żydowski i stary budynek spalono. Wraz ze zbliżającym się głosowaniem nad partycją Brytyjskiego Mandatu Palestyny i niepodległością Izraela narastała atmosfera wrogości, podsycana dodatkowo przez artykuły w prasie skierowane przeciwko wszystkim cudzoziemcom, towarzyszące narastającemu nacjonalizmowi etnocentrycznemu. Jednocześnie prasa islamistyczna prowadziła nagonkę na egipskich Żydów, oskarżając ich kolektywnie o poglądy syjonistyczne, komunistyczne, szmugiel broni, handel niewolnikami, określając jako „element wywrotowy we wszystkich państwach” i nawołując do bojkotu żydowskich dóbr. W 1947 państwo ustanowiło minimalne kwoty zatrudnień dla obywateli egipskich w spółkach, w ramach których co najmniej 75% pracowników o stałej płacy i 90% wszystkich pracowników miało być Egipcjanami. Ponieważ wielu Żydom odmawiano obywatelstwa, litera ustawodawstwa zmusiła żydowskich i zagranicznych przedsiębiorców do redukcji rekrutacji na miejsca pracy z puli osób z własnych grup. Prawo wymagało również, aby ponad połowa kapitału wpłaconego do spółek typu joint venture należała do obywateli egipskich.

### Rok 1948 i lata późniejsze

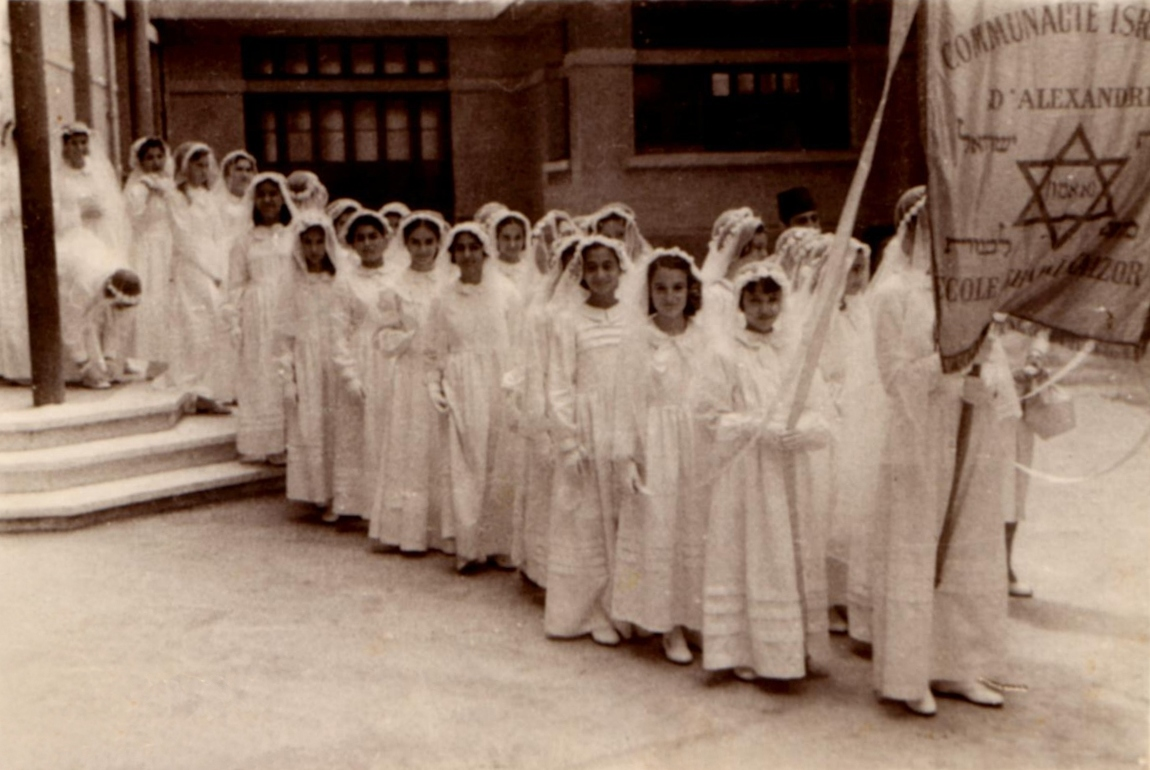
Żydowskie dziewczyny podczas ceremonii Bat micwy w Aleksandrii

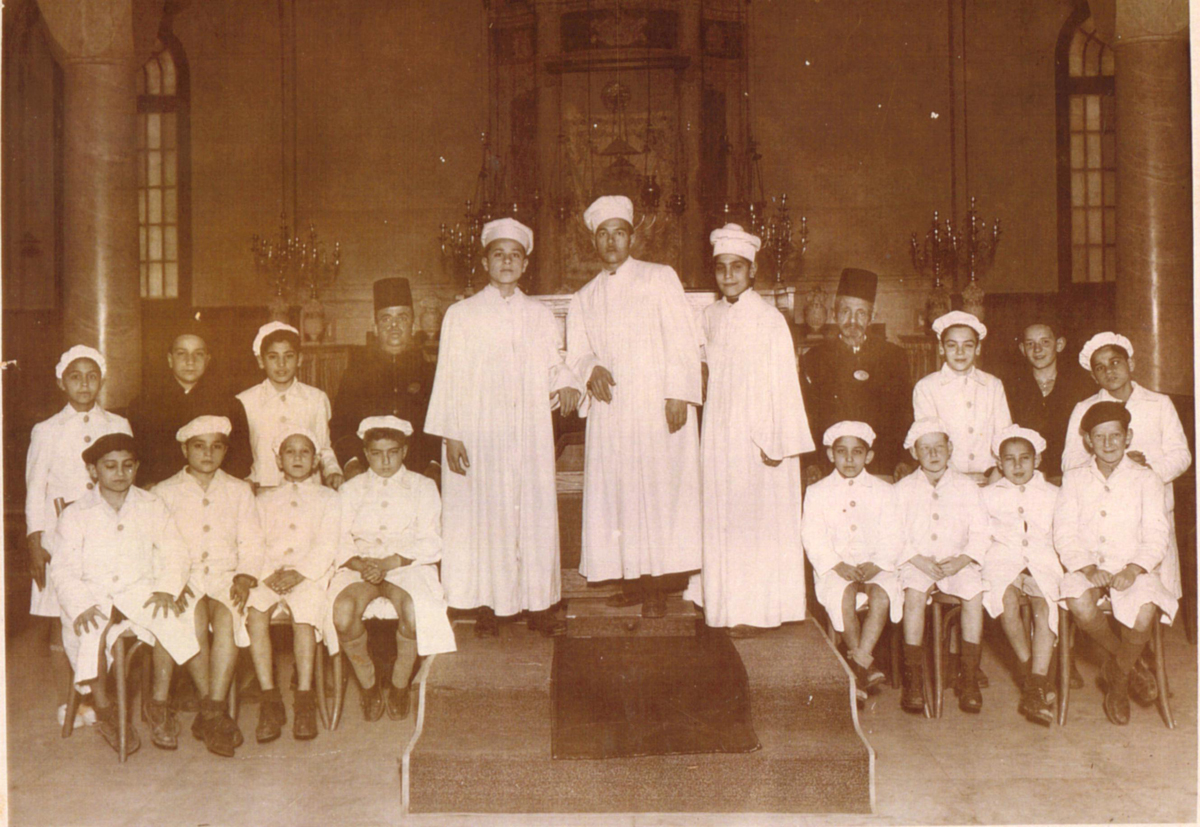
Chór żydowski synagogi Samuel Menasze w Aleksandrii prowadzony przez rabina Mosze Kohena

Po powstaniu Izraela w 1948 roku kłopoty egipskich Żydów jedynie się powiększyły. Między czerwcem a listopadem tego roku, w wyniku kilkukrotnych podłożeń bomb w żydowskich dzielnicach Kairu, zginęło ok. 60–70 Żydów, zaś ok. 200–400 zostało rannych. W procesie w 1950 roku o zorganizowanie zamachów oskarżono Bractwo Muzułmańskie.
W 1954 wybuchła tzw. Afera Lawona, skandal po nieudanej tajnej operacji izraelskiego wywiadu w celu zdyskredytowania Gamala Nassera, podczas której podłożono trzy bomby w Aleksandrii i Kairze, które wybuchły nie raniąc nikogo. Afera pogłębiła nieufność wobec Żydów egipskich, czego częściową przyczyną był fakt, że kilku agentów zostało zwerbowanych spośród tej społeczności.
W następstwie inwazji Wielkiej Brytanii, Francji i Izraela na Egipt w 1956, zwanej kryzysem sueskim, władze egipskie oświadczyły, że „wszyscy Żydzi są syjonistami i wrogami państwa” i zapewniły, że wkrótce zostaną wypędzeni. Około 25 000 osób, tj. ponad połowa społeczności żydowskiej, wyemigrowała z Egiptu – głównie w kierunku Europy, Stanów Zjednoczonych, Południowej Afryki oraz Izraela. Zostali oni zmuszeni do podpisania deklaracji o dobrowolnym opuszczeniu kraju i zgody na konfiskatę ich majątków. Dodatkowo ponad 1000 Żydów zostało uwięzionych. Państwo egipskie zastosowało podobne sankcje przeciwko obywatelom brytyjskim i francuskim. Joel Beinin w podsumowaniu swej książki pisze: „Pomiędzy latami 1919 i 1956 cała społeczność egipskich Żydów (...) została przemianowana z atutu narodowego na piątą kolumnę”.
Po wojnie sześciodniowej w 1967 państwo egipskie dokonało kolejnych konfiskat. Rami Mangoubi, mieszkaniec Kairu w tamtym czasie, opisuje, że niemal wszyscy żydowscy mężczyźni pomiędzy wiekiem 17 a 60 lat zostali albo wypędzeni z kraju, albo internowani w Abou Za’abal i Toura, gdzie torturowano ich przed ponad 3 lata. Ostatecznym rezultatem był kres istnienia społeczności żydowskiej w Egipcie. Większość egipskich Żydów wyemigrowała do Izraela (35 000), Brazylii (15 000), Francji (10 000), Stanów Zjednoczonych (9000) i Argentyny (9000). W Egipcie żyje dziś mniej niż 100 Żydów, zaś ostatnie żydowskie wesele miało miejsce w 1984. Postawy antyżydowskie są dziś powszechne w egipskich mass mediach.